# Duesenberg

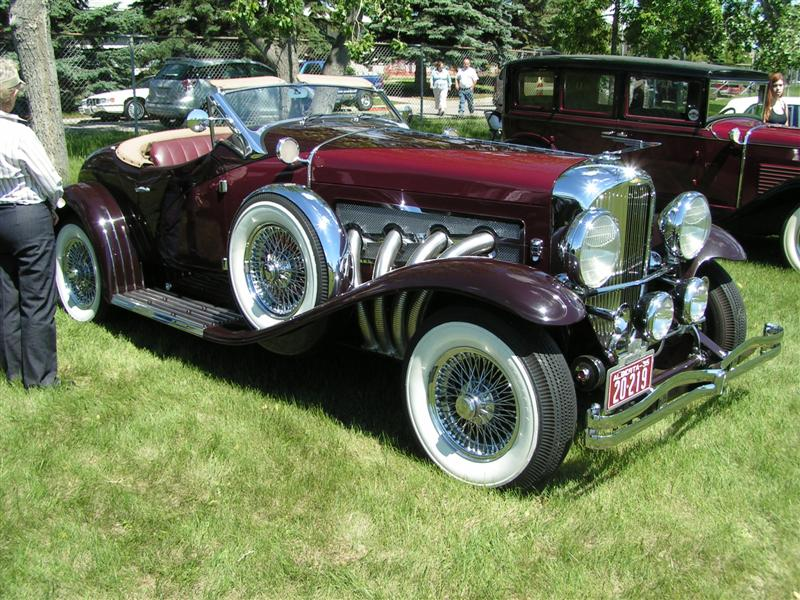
Duesenberg Ramsey

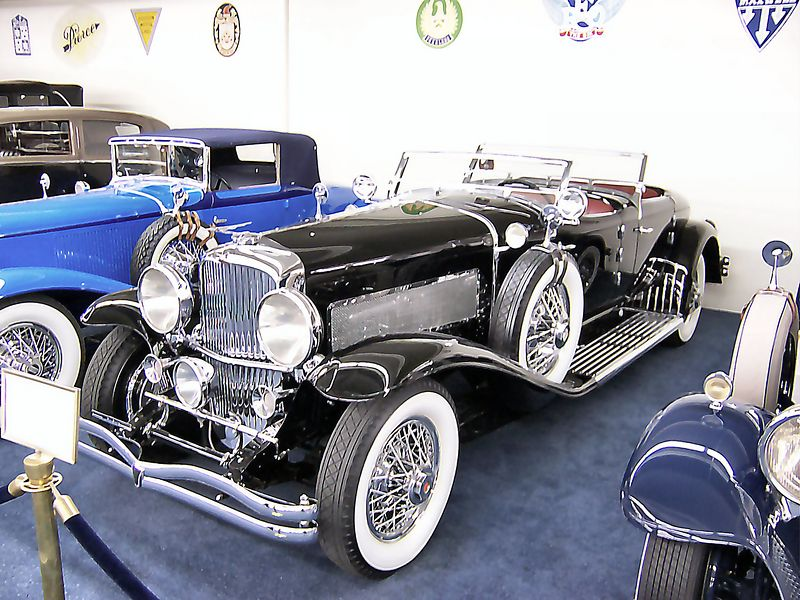
Duesenberg 1930

Duesenberg Motors Company (popular denumită și Duesy) a fost o fabrică de autoturisme de lux sportive din Statele Unite ale Americii. A fost înființată de frații August și Frederick Duesenberg în anul 1913, în Saint Paul, Minnesota. În anul 1916, frații Duesenberg au mutat operațiunile de producție în Elizabeth, New Jersey, pentru a ajuta la construirea motoarelor necesare în Primul Război Mondial. După anul 1919, când nu au mai avut contract cu Guvernul SUA, fabrica s-a mutat Indianapolis. În anul 1926, brandul Duesenberg a fost preluat de către Auburn Automobile⁠(en)[traduceți], iar în anul 1937, ca urmare a crizei economice, fabrica a fost închisă.